# Leroy Swearingen
Leroy Swearingen is een Amerikaans zanger en songwriter. Zijn composities werden op de plaat gezet door enkele bekende artiesten, zoals The Searchers, Peter & Gordon en George Harrison.

## Biografie
Swearingen trad in 1957 toe tot The Buckeyes, een closeharmonygroep met doowopmuziek die twee jaar eerder was opgericht. Op aangeven van Swearingen wijzigden ze de naam vrij snel daarna in The Stereos. Hij schreef verschillende nummers voor de groep, waaronder A love for only you. Toen deze in 1959 jammerlijk flopte, bleef hij nog even bij de groep en vertrok uiteindelijk aan het eind van het jaar. Wel liet hij de groep nog het nummer I really love you na, dat de grootste hit voor The Stereos zou worden. In 1961 kwam de single op nummer 15 van de U.S. Black Singles (R&B) terecht en op nummer 29 van de Billboard Hot 100. Ook verschenen er covers van het nummer, bijvoorbeeld in 1982 door George Harrison  op zijn album Gone troppo en een jaar later als single.
Swearingen is verder een van de schrijvers achter het nummer Goodbye my lover, goodbye dat in 1963 voor het eerst werd uitgebracht door medecomponist Robert Mosley. Het werd echter een internationale hit in de uitvoering door The Searchers en werd door nog tien andere artiesten gecoverd, onder wie The Cats en Peter & Gordon. In deze tijd werkte hij samen met Luther Dixon, met wie hij ook nog enkele nummers schreef.
- Library of Congress Control Number: n2017064743
- MusicBrainz: 74a08f8e-7216-4728-88ad-69581a814bf9
- Virtual International Authority File: 2295150943140426760002
- WorldCat: E39PBJdGMjfQPh46VJGJXrq4v3